# Taylor McKeown
Taylor McKeown (* 17. März 1995 in Redcliffe, Queensland) ist eine ehemalige australische Schwimmerin. Sie gewann eine olympische Silbermedaille. Bei Weltmeisterschaften erschwamm sie zwei Bronzemedaillen und bei Commonwealth Games erhielt sie einmal Gold.

## Sportliche Karriere
Bei den Juniorenweltmeisterschaften 2011 in Lima gewann die australische 4-mal-200-Meter-Freistilstaffel mit Bonnie MacDonald, Brianna Throssell, Taylor McKeown und Mikkayla Sheridan die Bronzemedaille hinter dem Quartett aus den Vereinigten Staaten und den Kanadierinnen. McKeown wurde außerdem Fünfte über 200 Meter Lagen und Achte über 200 Meter Brust. Sie trat noch in drei weiteren Disziplinen an, in denen sie aber nicht das Finale erreichte.
2014 gewann sie über 200 Meter Brust ihren ersten australischen Meistertitel. Bei den Commonwealth Games 2014 in Glasgow siegte sie ebenfalls über 200 Meter Brust. Einen Monat später fanden die Pan Pacific Swimming Championships in Gold Coast statt. McKeown wurde Fünfte über 100 Meter Brust, einen Platzt hinter ihrer Landsfrau Lorna Tonks. Über 200 Meter Brust wurde McKeown Dritte hinter den Japanerinnen Kanako Watanabe und Rie Kaneto. 2015 bei den Weltmeisterschaften in Kasan schied McKeown sowohl über 100 Meter Brust als auch über 200 Meter Brust im Halbfinale aus. In der 4-mal-100-Meter-Lagenstaffel erreichten Madison Wilson, Lorna Tonks, Madeline Groves und Melanie Schlanger die viertschnellste Vorlaufzeit. Im Endlauf waren Emily Seebohm, Taylor McKeown, Emma McKeon und Bronte Campbell zwei Sekunden schneller und schlugen als Dritte an. Alle acht beteiligten Schwimmerinnen erhielten eine Bronzemedaille.
Bei den Olympischen Spielen 2016 in Rio de Janeiro wurde zunächst der Wettbewerb über 100 Meter Brust ausgetragen. McKeown schied als Elfte im Halbfinale aus. Über 200 Meter Brust war McKeown im Halbfinale die Schnellste. Im Endlauf wurde sie Fünfte, ihre Zeit aus dem Halbfinale hätte für die Silbermedaille ausgereicht. Die australische 4-mal-100-Meter-Lagenstaffel mit Madison Wilson, Taylor McKeown, Madeline Groves und Brittany Elmslie erreichte das Finale mit der fünftschnellsten Vorlaufzeit. Im Endlauf schwammen Emily Seebohm, Taylor McKeown, Emma McKeon und Cate Campbell 2,80 Sekunden schneller als die Vorlaufstaffel und wurden Zweite hinter dem Quartett aus den Vereinigten Staaten. Eine Hundertstelsekunde hinter den Australierinnen schlugen die Däninnen an und erhielten die Bronzemedaille.
2017 bei den Weltmeisterschaften in Budapest schied Taylor McKeown im Halbfinale über 100 Meter Brust aus und wurde Siebte über 200 Meter Brust. In der 4-mal-100-Meter-Lagenstaffel waren Holly Barratt, Jessica Hansen, Brianna Throssell und Shayna Jack die fünftschnellste Vorlaufzeit geschwommen. Im Finale erreichten Emily Seebohm, Taylor McKeown, Emma McKeon und Bronte Campbell das Ziel als Dritte hinter den Staffeln aus den Vereinigten Staaten und aus Russland. Im Jahr darauf bei den Commonwealth Games 2018 in Gold Coast wurde Taylor McKeown Fünfte über 200 Meter Brust und verfehlte über 200 Meter Lagen den Finaleinzug. 2022 erreichte sie bei den Commonwealth Games in Birmingham noch einmal das Finale über 200 Meter Brust und wurde Sechste. Da Jenna Strauch Zweite und Abbey Harkin Fünfte wurde, war McKeown in diesem Wettkampf nur noch drittbeste Australierin.
Taylor McKeown schwamm für den USC Spartans Swim Club. Taylors jüngere Schwester Kaylee McKeown ist ebenfalls eine erfolgreiche Schwimmerin.